# Связь в Кении
Телекоммуникации в Кении включают в себя радио, телевидение, стационарные и мобильные телефоны, а также интернет.

## Радио и телевидение

### Радиостанции
- государственная радиовещательная компания управляет 2 национальными радиоканалами и предоставляет региональные и местные радиосервисы на нескольких языках; большое количество частных радиостанций, включая провинциальные станции, вещающие на местных языках[1].
- 24 AM, 8 FM и 6 коротких волн (2001).

### Телевидение
- примерно полдюжины частных телевизионных станций и государственная телевизионная вещательная компания, которая управляет 2 каналами; доступны услуги подписки на спутниковое и кабельное телевидение (2007)[1].

Телевидение является главным источником новостей в городах и посёлках. Телевидение в сельских районах ограничено отсутствием надёжного электричества, а радиослушание доминирует в сельских районах, где проживает большинство кенийцев. В настоящее время осуществляется переход на цифровое телевидение. Спутниковое платное телевидение предлагается группой Wananchi, которая управляет Zuku TV, и южноафриканской компанией MultiChoice. Развлечения, музыка и телефонные звонки доминируют на радио сцене, которая включает в себя исламские станции и станции вещания на местных языках.
Всемирная служба Би-би-си доступна в Найроби, Момбасе и Кисуму.
Государственная радиовещательная корпорация Кении (КВК) финансируется за счёт доходов от рекламы и от правительства.

## Телефон
Телефонный код: +254
Международный префикс вызова: 000
Телефонная система мала и неэффективна. Магистрали в основном являются микроволновыми радиорелейными. Бизнес-данные обычно передаются системой терминалов с очень малой апертурой (VSAT). Единственный поставщик фиксированной связи, Telkom Kenya, планируется приватизировать; несколько поставщиков в сегменте мобильной сотовой связи на рынке способствуют буму в использовании мобильной сотовой связи с плотностью, достигающей 65 на 100 человек (2011).

## Интернет
Основная статья: Интернет в Кении
Домен верхнего уровня: .ke
Интернет пользователи:
- 13,8 миллиона пользователей, 35-е место в мире; 32,1 % населения, 129-е место в мире (2012)[5];
- 4,0 миллиона пользователей, 59-е место в мире (2009)[1];
- 3,0 миллиона пользователей (2008);
- 500 000 пользователей (2002).